# Zygoballus tibialis
Zygoballus tibialis är en spindelart som beskrevs av Pickard-Cambridge F. 1901. Zygoballus tibialis ingår i släktet Zygoballus och familjen hoppspindlar. Inga underarter finns listade i Catalogue of Life.